# Гліб-Давид Володимирович
Глі́б Володи́мирович (д.-рус. Глѣбъ Володи́мировичъ; хрещене ім'я — Давид; бл. 991 — 5 вересня 1015) — князь муромський (1013—1015). Представник династії Рюриковичів. Син великого київського князя Володимира Святославича. Молодший брат Ярослава Мудрого. Один із перших руських святих. Канонізований Католицькою і Православною церквами разом з братом Борисом у лику страстотерпця.

## Біографія
Гліб народився близько 987 (або 991) року. Він був одним з улюблених синів Володимира. Матір'ю княжича була болгарська царівна, донька правителя Волзької Булгарії, або Анна Порфірогенета .
Близько 1013 року Володимир поставив юного Гліба муромським князем. Проте сам Муром утримувала місцева знать з угро-фінського племені мурома, тому князь прожив два роки в таборі під стінами своєї столиці.
1015 року Гліб вирушив до Києва на прохання Святополка, який викликав його до, нібито, хворого батька Володимира. На той час Володимир вже помер, а сам Святополк зайняв київський престол. Він убив свого головного конкурента — брата Бориса, й сподівався позбутися і його єдиноутробного брата Гліба.
15 вересня 1015 року, в понеділок, коли Гліб зупинився біля Смоленська на річці Смядині, він отримав повідомлення від брата Ярослава. Той не радив йому їхати до Києва, бо батько вже помер, а Святополк захопив столицю, вбив Бориса й збирається убити і його, Гліба. Юний князь став молитися за упокій батька і брата. В цю мить з'явилися святополкові посланці на чолі з Горясіром, які мали намір позбавити його життя. Гліб заборонив захищати себе отрокам, що супроводжували його. Гоясір наказав зарізати князя його ж кухареві-торчину.
1019 року Ярослав відшукав тіло Гліба й поховав його поруч з його братом Борисом у церкві святого Василя у Вишгороді.

## Сім'я
- Батько: Володимир (963? —1015), князь новгородський (970—980), великий князь київський (980—1015)
- Матір: Анна Порфірогенета
- Брати і сестри:
  - Вишеслав (бл. 980—бл. 995? до 1010), князь новгородський (990—1010)
  - Ізяслав (981—1001), князь полоцький (бл.990—1001)
  - Святополк (981—після 1019), князь турівський (990—1015), великий князь київський (1015—1019)
  - Святослав (бл.982—1015), князь древлянський (990—1015)
  - Ярослав (бл.983—20.02.1054), князь ростовський (990—?), великий князь київський (1015—1054)
  - Мстислав (бл.983—1036), князь тмутороканський (бл. 990/1010—1023), чернігівський (1015—1036)
  - Предслава (між 983/986— після 1011 до 1042) ∞ наложниця польського короля Болеслава І
  - Всеволод (між 983/984—до 1015), князь володимирський (990—1008/1013)
  - Станіслав (бл.985—до 1015), князь смоленський (990—1015)
  - Судислав (бл.986? —1063), князь псковський (1014—1036)
  - Борис (л.986? —1015), князь ростовський (1010—1015)
  - Прямислава (бл.987/988—?) ∞ Ласло Лисий, угорський князь
  - NN Володимирівна (?—?) ∞ Бернгард II, маркграф Північної марки
  - Позвізд (до 988/989—1015 ?), мав володіння на Волині.
  - Добронега (до 1011—1087) ∞ Казимир І, князь польський

### Родовід
|  |                                            |  |  |  |  |  |  |  |  |  |  |  |  |  |  |  |
|  | 8. Ігор, князь київський                   |  |  |  |  |  |  |  |  |  |  |  |  |  |  |  |
|  |                                            |  |  |  |  |  |  |  |  |  |  |  |  |  |  |  |
|  |                                            |  |  |  |  |  |  |  |  |  |  |  |  |  |  |  |
|  | 4. Святослав, великий князь київський      |  |  |  |  |  |  |  |  |  |  |  |  |  |  |  |
|  |                                            |  |  |  |  |  |  |  |  |  |  |  |  |  |  |  |
|  |                                            |  |  |  |  |  |  |  |  |  |  |  |  |  |  |  |
|  | 9. Ольга, княгиня київська                 |  |  |  |  |  |  |  |  |  |  |  |  |  |  |  |
|  |                                            |  |  |  |  |  |  |  |  |  |  |  |  |  |  |  |
|  |                                            |  |  |  |  |  |  |  |  |  |  |  |  |  |  |  |
|  | 2. Володимир, великий князь київський      |  |  |  |  |  |  |  |  |  |  |  |  |  |  |  |
|  |                                            |  |  |  |  |  |  |  |  |  |  |  |  |  |  |  |
|  |                                            |  |  |  |  |  |  |  |  |  |  |  |  |  |  |  |
|  | 10. Мал, князь древлян                     |  |  |  |  |  |  |  |  |  |  |  |  |  |  |  |
|  |                                            |  |  |  |  |  |  |  |  |  |  |  |  |  |  |  |
|  |                                            |  |  |  |  |  |  |  |  |  |  |  |  |  |  |  |
|  | 5. Малуша, ключниця                        |  |  |  |  |  |  |  |  |  |  |  |  |  |  |  |
|  |                                            |  |  |  |  |  |  |  |  |  |  |  |  |  |  |  |
|  |                                            |  |  |  |  |  |  |  |  |  |  |  |  |  |  |  |
|  | 11. невідомо                               |  |  |  |  |  |  |  |  |  |  |  |  |  |  |  |
|  |                                            |  |  |  |  |  |  |  |  |  |  |  |  |  |  |  |
|  |                                            |  |  |  |  |  |  |  |  |  |  |  |  |  |  |  |
|  | 1. Гліб, князь муромський                  |  |  |  |  |  |  |  |  |  |  |  |  |  |  |  |
|  |                                            |  |  |  |  |  |  |  |  |  |  |  |  |  |  |  |
|  |                                            |  |  |  |  |  |  |  |  |  |  |  |  |  |  |  |
|  | 12. Костянтин VII, візантійський імператор |  |  |  |  |  |  |  |  |  |  |  |  |  |  |  |
|  |                                            |  |  |  |  |  |  |  |  |  |  |  |  |  |  |  |
|  |                                            |  |  |  |  |  |  |  |  |  |  |  |  |  |  |  |
|  | 6. Роман II, візантійський імператор       |  |  |  |  |  |  |  |  |  |  |  |  |  |  |  |
|  |                                            |  |  |  |  |  |  |  |  |  |  |  |  |  |  |  |
|  |                                            |  |  |  |  |  |  |  |  |  |  |  |  |  |  |  |
|  | 13. Олена, візантійська імператриця        |  |  |  |  |  |  |  |  |  |  |  |  |  |  |  |
|  |                                            |  |  |  |  |  |  |  |  |  |  |  |  |  |  |  |
|  |                                            |  |  |  |  |  |  |  |  |  |  |  |  |  |  |  |
|  | 3. Анна, візантійська царівна              |  |  |  |  |  |  |  |  |  |  |  |  |  |  |  |
|  |                                            |  |  |  |  |  |  |  |  |  |  |  |  |  |  |  |
|  |                                            |  |  |  |  |  |  |  |  |  |  |  |  |  |  |  |
|  | 14. Кратер, корчмар                        |  |  |  |  |  |  |  |  |  |  |  |  |  |  |  |
|  |                                            |  |  |  |  |  |  |  |  |  |  |  |  |  |  |  |
|  |                                            |  |  |  |  |  |  |  |  |  |  |  |  |  |  |  |
|  | 7. Феофано, візантійська імператриця       |  |  |  |  |  |  |  |  |  |  |  |  |  |  |  |
|  |                                            |  |  |  |  |  |  |  |  |  |  |  |  |  |  |  |
|  |                                            |  |  |  |  |  |  |  |  |  |  |  |  |  |  |  |
|  | 15. невідомо                               |  |  |  |  |  |  |  |  |  |  |  |  |  |  |  |
|  |                                            |  |  |  |  |  |  |  |  |  |  |  |  |  |  |  |
|  |                                            |  |  |  |  |  |  |  |  |  |  |  |  |  |  |  |

## Вшанування пам'яті
Пам'ятник святим страстотерпцям Борису і Глібу, покровителям Вишгорода, відкрито у місті 31 липня 2011 року.

## Канонізація

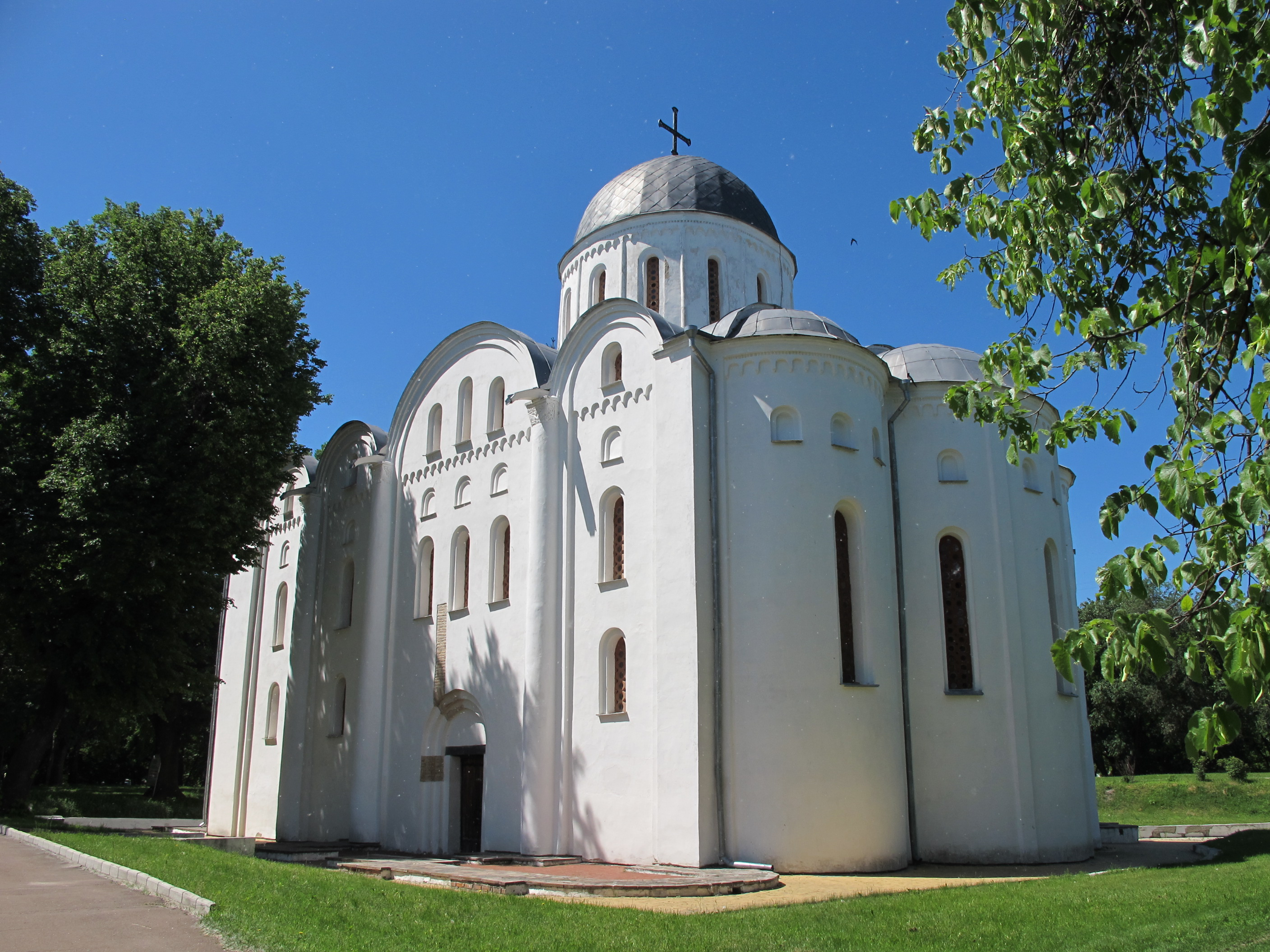
Собор Бориса й Гліба в Чернігові.

Борис і Гліб були канонізовані руською церквою 1071 року. Рюриковичі вбачали у них своїх заступників і молитвеників. У літописах є згадки про чудеса зцілення, що відбувалися у їхньої труни; про перемоги, здобуті їх ім'ям і допомогою (перемога Рюрика Ростиславича над Кончаком, Олександра Невського над тевтонцями), про паломництво князів до їхнього гробу (Володимира Володимировича, князя галицького; Святослава Всеволодовича, князя суздальського), тощо.
День пам'яті Святого Мученика Гліба - 5 вересня.
2 травня святкується день перенесення мощів Бориса і Гліба в нову церкву, збудовану князем Ізяславом Ярославичем у Вишгороді. 1115 року їх мощі знову урочисто перенесли до кам'яної церкви Бориса і Гліба у тому ж місті. Після монгольської навали 1240 року мощі були втрачені.
Історія убивства була темою численних сказань, з яких найдавнішим є «Сказання про святих Бориса і Гліба», авторство якого приписується Нестору і чорноризцю Якову.

### Монографії
- Войтович Л. 3.1. Династія Рюриковичів. //  Князівські династії Східної Європи (кінець IX — початок XVI ст.). Львів: Інститут українознавства, 2000.
- Рыдзевская Е. А. Древняя Русь и Скандинавия IX—XIV вв. — Москва, 1978.
- Древняя Русь в свете зарубежных источников [Архівовано 13 грудня 2012 у Wayback Machine.] / под ред. Е. А. Мельниковой. — Москва: Логос, 1999. ISBN 5-88439-088-2

### Статті
- Княжеское житие. Сказание о Борисе и Глебе. [Архівовано 13 травня 2013 у Wayback Machine.] / Древняя русская литература. Хрестоматия. Сост. Н. И. Прокофьев. — Москва, 1980. — С.37-44.
- Убивство святих новоявлених мучеників Бориса і Гліба [Архівовано 13 травня 2013 у Wayback Machine.] // Літопис руський / пер. з давньорус. Л. Є. Махновця. — Київ: Дніпро, 1989.
- Сказание о Борисе и Глебе [Архівовано 31 травня 2008 у Wayback Machine.] // Библиотека литературы Древней Руси / под ред. Д. С. Лихачёва и др. — Санкт-Петербург: 1997.